# شدت (فیلم)
«شدت» (انگلیسی: Crescendo (film)) فیلمی در ژانر ترسناک است که در سال ۱۹۷۰ منتشر شد. از بازیگران آن می‌توان به استفانی پاورز، جیمز اولسون، و مارگارتا اسکات اشاره کرد.